# 司馬氏專權

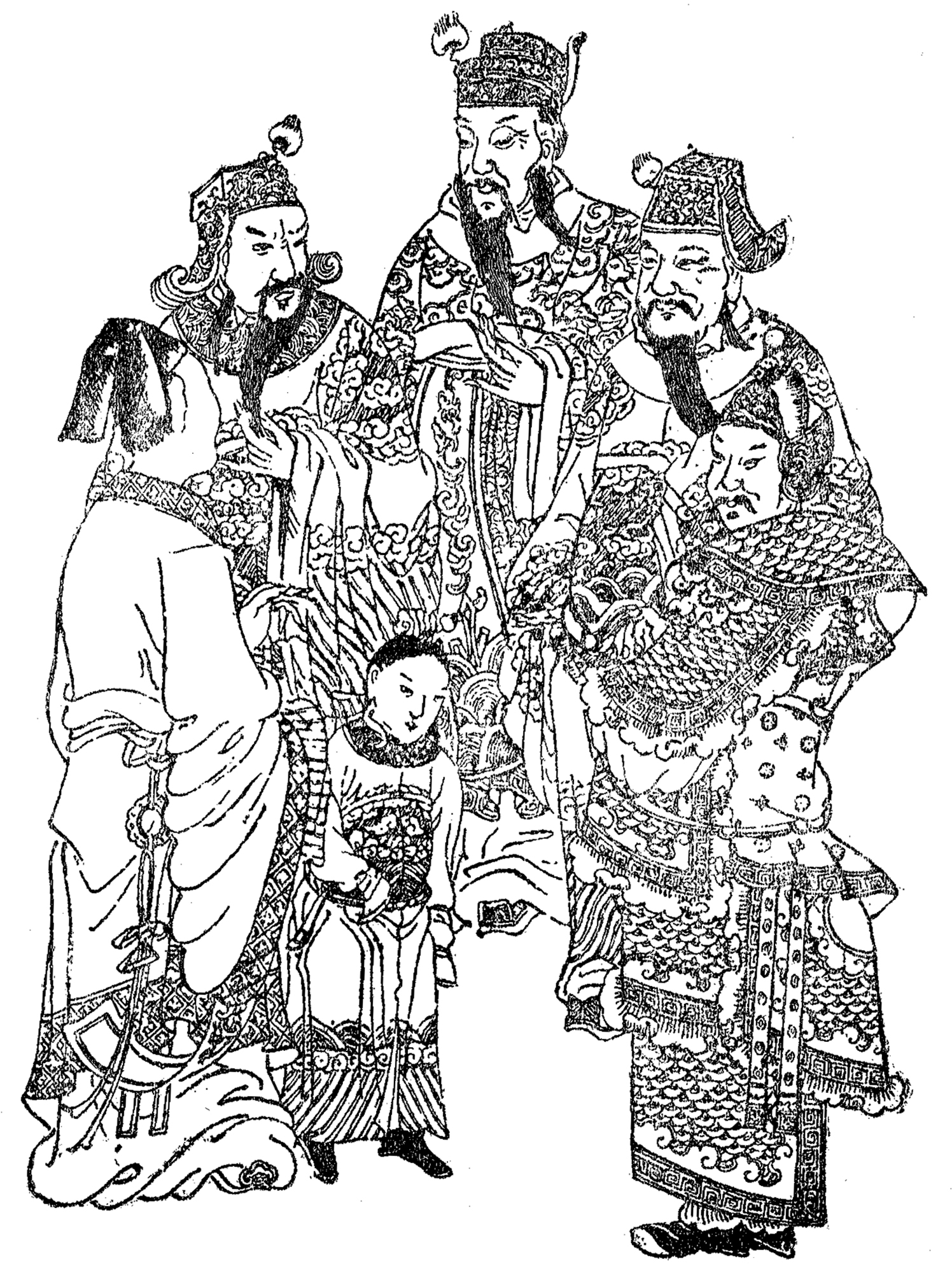
司馬懿集團畫像：司馬懿（中）、司馬師（右二）、司馬昭（左二）、司馬炎（幼者）、鍾會（右一）、鄧艾（左一）。

司馬氏專權，或稱為司馬氏霸府，是指三国时期魏國河內司馬氏家族領袖司馬懿（第一代）、司馬師和司馬昭（第二代）及司馬炎（第三代）在不同時期掌握魏國朝廷的實權，司馬炎以祖上二代為基礎，最後迫曹奐禅讓帝位，終結魏國成立晋朝。

## 家族權力發展

### 河內士族世家
河內人司馬防出生世家，先祖司馬卬、曾祖西漢司馬鈞、父司馬儁均曾為潁川太守。有子八人，當時號稱「八達」。本人歷任洛陽令和京兆尹，曾推薦青年曹操為洛陽北都尉。司馬氏的首領司馬懿是司馬防的次子，故字「仲達」。

### 晉身權力核心
漢建安十三年（208年），曹魏實際創建者、漢丞相曹操以河內郡士族之後、時年29歲的司馬懿為文學掾，開啟在曹魏陣營中的生涯。建安二十四年（219年）40歲時，時任丞相軍司馬，獻計曹操使孫權襲關羽後方，解樊城之戰之危。又進言表明支持曹操稱帝，開始得到曹操的信任，並在曹丕繼任魏王後封為河津亭侯，轉丞相长史。曹魏開國後，司马懿初任尚書，不久轉督軍、御史中丞，封安國鄉侯。黃初年間，司馬懿職任最高升到撫軍大將軍，與中军大将军曹真、镇军大将军陈群、征东大将军曹休同為大將軍，並受曹丕遺詔輔政，組成權力核心。
曹叡在位後期，司馬懿斬孟達、破公孫淵和抵抗諸葛亮北伐，獨當一面。在老臣死盡的魏國乃朝廷屏障，影響力僅次於曹氏、夏侯氏等皇室親族。

### 其他家族成員
- 司馬朗，司馬防長子。跟隨曹操，位至兗州刺史，早卒，有仁望，最初漢末群雄割據時於董卓手下工作。
- 司馬孚，司馬防三子。曹魏大臣，位至太傅，有相當威望，未跟隨司馬炎簒奪魏室的政權。在晉朝開國後，甘為曹魏遺臣，保護曹魏遺嗣。
- 司马顺，司马防孙。晋朝建立后，哭称这不是尧舜之举，于是没有被封王而是被废为庶人流放武威。

## 世代專權

### 第一代：司馬懿專權（249-251年）

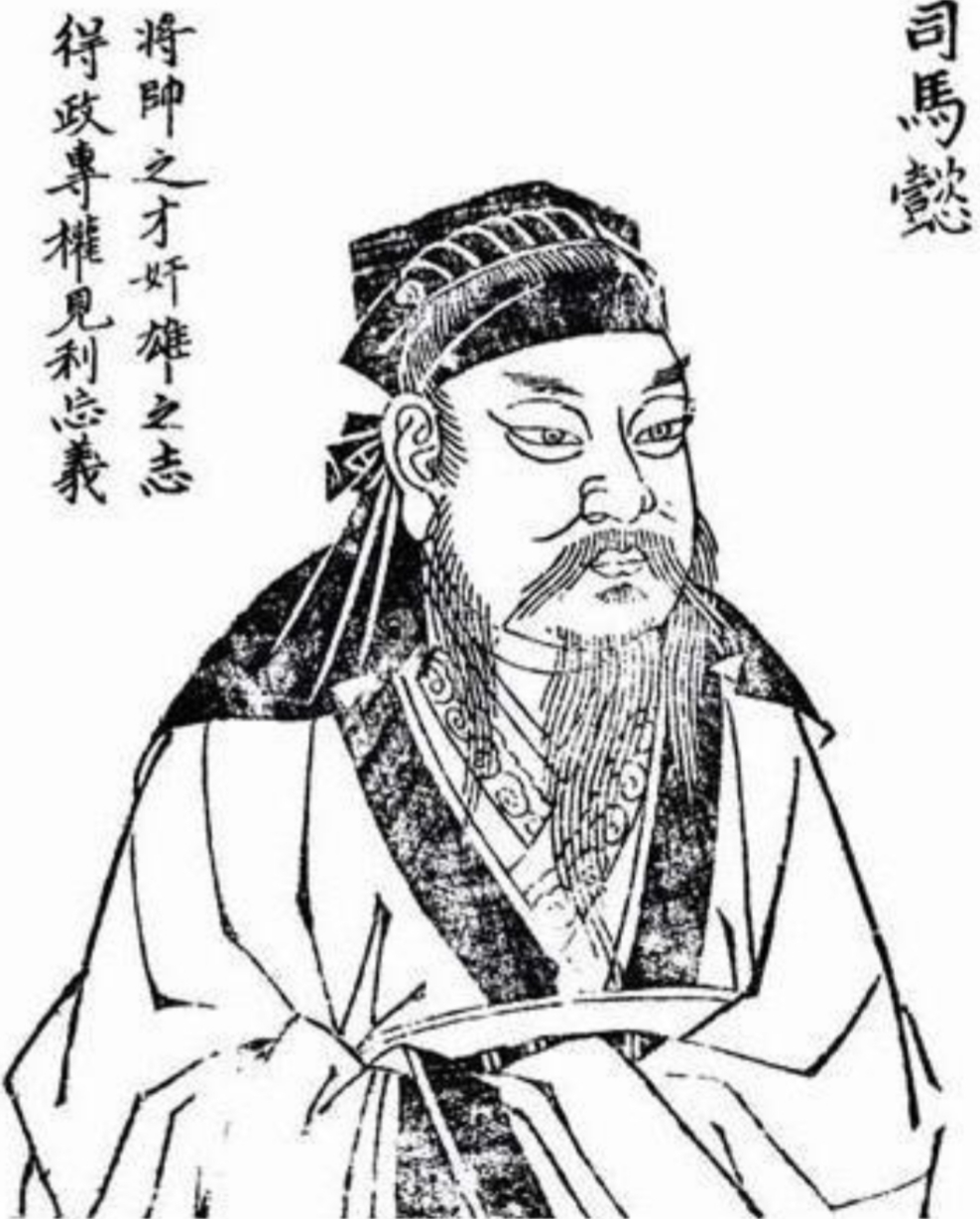
魏·太傅司馬懿畫像

曹叡臨終時，令時年60歲的太尉司馬懿和大將軍曹爽，共同輔佐曹芳。司馬懿當時官都督中外諸軍，掌有兵權。景初三年（239年）曹芳即位，曹爽初敬司馬懿，後排斥之。政治上，曹爽實施改革壓抑士族，司馬懿升任太傅，實則沉寂政壇。正始十年（249年）司馬懿見曹爽以為70歲的自己已經病重而卸下戒心，遂趁虛發動政變，曹爽被迫放棄軍政大權，且受公卿共议以謀反之罪夷三族。由於曹芳年齡尚幼，無法親政，而司馬懿即以先帝曹叡指定的輔助皇帝執政的身分，成為魏國權臣。但司马懿辞让朝廷加给他的相国、郡公、九锡，至死都是政变前的官爵：太傅、舞阳侯。
251年，太尉王凌與外甥兗州刺史令狐愚密謀廢立，迎曹操子曹彪登帝位，以削弱司馬懿權力，是為壽春三叛之一。惟陰謀泄漏，司馬懿夷王凌、令狐愚三族，並賜死57歲的曹彪，鞏固司馬氏的權勢。为防患未然，司马懿将曹氏王公迁往邺城看管。同年，司馬懿病逝，長子司馬師繼為魏國權臣。

### 第二代：司馬師、司馬昭專權（251-265年）

#### 司馬師專權（251-255年）

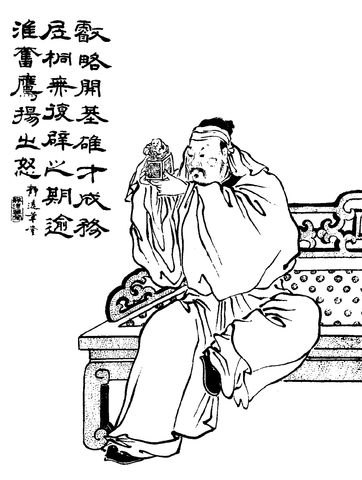
魏·大將軍司馬師畫像

司馬懿薨後，司馬師受拜為撫軍大將軍，執掌魏國軍政大權，次年升任大將軍。
253年五月，吳國太傅諸葛恪親率二十餘萬大軍攻打「合肥新城」，司馬師用深溝高壘、以逸待勞的方法抵抗諸葛恪，成功擊退吳軍。此戰有益提高司馬師的聲望，亦同時引來魏帝近臣勢力的猜忌，加深司馬派與皇帝派的矛盾。司馬師這次成功擊退吳軍，使吳國專權的諸葛恪回國後被殺，吳國從而陷入十年內亂和緊接的東吳孫皓暴政時期。
254年，司馬師殺中書令李豐、太常夏侯玄、光祿大夫張緝等人，至此曹氏親族、夏侯氏親族和支持他們的玄學家基本被肅清。司馬師猜疑曹芳而廢之，提出立曹氏宗亲中年长的曹据为帝，最终在郭太后建议下立曹髦為帝。曹髦登位後曾拜司马师为相国，司马师辞让。
255年，鎮東將軍毌丘儉及揚州刺史文欽起兵反司馬師，是為壽春三叛之二。司馬師親自成功鎮壓叛亂，但文欽之子文鴦帶兵襲營，司馬師驚嚇過度，加上本來眼睛上就有瘤疾，經常流膿，致使眼睛震出眼眶。最後痛死於許昌。
255年，司馬師親弟司馬昭續掌魏國實權。

#### 司馬昭專權（255-265年）

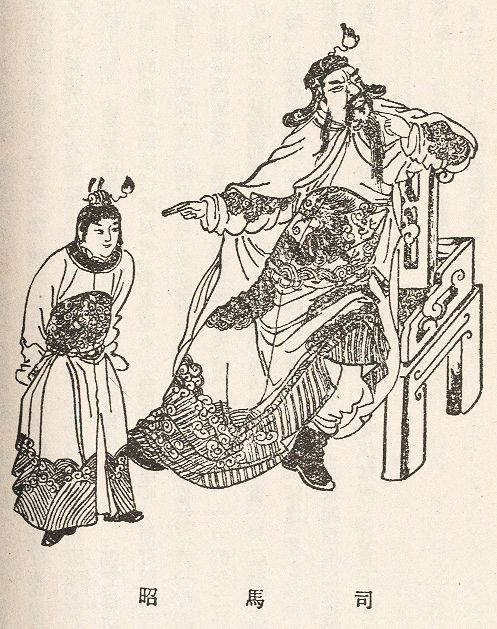
魏·相國司馬昭畫像

司馬昭官拜「大將軍加侍中，都督中外諸軍、錄尚書事，輔政，劍履上殿」。
256年，進位大都督、高都公。
256年，司馬昭偕同皇帝曹髦一起平定鎮東大將軍諸葛誕的叛亂，是為壽春三叛之三。成功鎮壓並擊敗了孫吳派來營救諸葛誕的軍隊。魏帝因此欲晉陞司馬昭為相國、晉公，司馬昭雖然不受，但至此消滅一切與之對抗的外藩勢力。
260年四月，曹髦見王沈、王經、王業等三人，言明謀殺司馬昭。有近臣先行向司馬昭通風報信，司馬昭旋即派兵入宮，雙方在宮內東止車門相遇，中護軍賈充在南闕下命令成濟刺殺曹髦。成濟一劍刺穿曹髦胸部，曹髦立即死在車上。20日後，司馬昭決議以弒君之罪誅殺成濟一族。司馬昭再立曹奐為魏帝，至此魏國上下均效忠司馬氏。
263年，司馬昭向蜀漢發動戰爭，派遣鍾會、鄧艾、諸葛緒等分東、中、西三路進攻。蜀漢則以姜維為首，據劍閣天險與魏軍相持，使魏軍不能前進。鄧艾率兵偷渡陰平、攻佔涪城，進逼成都。蜀漢後主劉禪出降，姜維聞訊後則率部投降鍾會，蜀漢滅亡。
264年，司馬昭拜為相國，封為晉王，加九錫。这一年，郭太后薨逝，司马氏代魏之势已成。钟会在姜维唆使下诈称郭太后遗命发动钟会之乱，但早在司马昭预料之中，很快被镇压，邓艾等也在乱中遇害。
265年，司馬昭病歿，長子司馬炎承繼魏國實權。

### 第三代：司馬炎專權（265-290年）
由於魏元帝曹奐已無實權，266年，時任相國的晉王司馬炎逼皇帝退位，自立为晉帝，同時追尊祖父、伯父、父親為晉宣帝、晉景帝和晉文帝。到280年灭掉孙吴，史稱「王濬破吳」，结束三分天下局面，直到290年逝世为止。